# Turkiets damjuniorlandslag i volleyboll
Turkiets damjuniorlandslag i volleyboll representerar Turkiet i juniorsammanhang på damsidan i volleyboll. De har överlag varit mycket framgångsrika i de olika åldersklasserna. Främst sedan omkring 2000.

## Resultat
| Tävling | Guld | Silver | Brons |
| U23-VM  | 1    | 1      | -     |

| Kronologisk resultatlista | Kronologisk resultatlista | Kronologisk resultatlista |
| ------------------------- | ------------------------- | ------------------------- |
| Pos.                      | Tävling                   | År                        |
| 5                         | U23-VM                    | 2013                      |
| 2                         | U23-VM                    | 2015                      |
| 1                         | U23-VM                    | 2017                      |

| Tävling | Guld | Silver | Brons |
| U23-VM  | 1    | 1      | -     |

| Kronologisk resultatlista | Kronologisk resultatlista | Kronologisk resultatlista |
| ------------------------- | ------------------------- | ------------------------- |
| Pos.                      | Tävling                   | År                        |
| 5                         | U23-VM                    | 2013                      |
| 2                         | U23-VM                    | 2015                      |
| 1                         | U23-VM                    | 2017                      |

| Tävling    | Guld | Silver | Brons |
| U21/U22-EM | -    | -      | 1     |

| Kronologisk resultatlista | Kronologisk resultatlista | Kronologisk resultatlista |
| ------------------------- | ------------------------- | ------------------------- |
| Pos.                      | Tävling                   | År                        |
| 3                         | U21/U22-EM                | 2024                      |

| Tävling    | Guld | Silver | Brons |
| U21/U22-EM | -    | -      | 1     |

| Kronologisk resultatlista | Kronologisk resultatlista | Kronologisk resultatlista |
| ------------------------- | ------------------------- | ------------------------- |
| Pos.                      | Tävling                   | År                        |
| 3                         | U21/U22-EM                | 2024                      |

| Tävling    | Guld | Silver | Brons |
| U21/U22-EM | -    | -      | 1     |

| Kronologisk resultatlista | Kronologisk resultatlista | Kronologisk resultatlista |
| ------------------------- | ------------------------- | ------------------------- |
| Pos.                      | Tävling                   | År                        |
| 3                         | U21/U22-EM                | 2022                      |
| 5                         | U20/U21-VM                | 2023                      |

| Tävling    | Guld | Silver | Brons |
| U21/U22-EM | -    | -      | 1     |

| Kronologisk resultatlista | Kronologisk resultatlista | Kronologisk resultatlista |
| ------------------------- | ------------------------- | ------------------------- |
| Pos.                      | Tävling                   | År                        |
| 3                         | U21/U22-EM                | 2022                      |
| 5                         | U20/U21-VM                | 2023                      |

| Tävling    | Guld | Silver | Brons |
| U19/U20-EM | 1    | -      | -     |

| Kronologisk resultatlista | Kronologisk resultatlista | Kronologisk resultatlista |
| ------------------------- | ------------------------- | ------------------------- |
| Pos.                      | Tävling                   | År                        |
|                           | U20/U21-VM                | 1999                      |
| 8                         | U20/U21-VM                | 2001                      |
| 9                         | U20/U21-VM                | 2003                      |
| 6                         | U20/U21-VM                | 2005                      |
| 7                         | U20/U21-VM                | 2009                      |
| 5                         | U20/U21-VM                | 2013                      |
|                           | U20/U21-VM                | 2015                      |
| 4                         | U20/U21-VM                | 2017                      |
| 4                         | U20/U21-VM                | 2019                      |
| 10                        | U20/U21-VM                | 2021                      |
| 1                         | U19/U20-EM                | 2024                      |

| Tävling    | Guld | Silver | Brons |
| U19/U20-EM | 1    | -      | -     |

| Kronologisk resultatlista | Kronologisk resultatlista | Kronologisk resultatlista |
| ------------------------- | ------------------------- | ------------------------- |
| Pos.                      | Tävling                   | År                        |
|                           | U20/U21-VM                | 1999                      |
| 8                         | U20/U21-VM                | 2001                      |
| 9                         | U20/U21-VM                | 2003                      |
| 6                         | U20/U21-VM                | 2005                      |
| 7                         | U20/U21-VM                | 2009                      |
| 5                         | U20/U21-VM                | 2013                      |
|                           | U20/U21-VM                | 2015                      |
| 4                         | U20/U21-VM                | 2017                      |
| 4                         | U20/U21-VM                | 2019                      |
| 10                        | U20/U21-VM                | 2021                      |
| 1                         | U19/U20-EM                | 2024                      |

| Tävling          | Guld | Silver | Brons |
| U18/U19-VM       | -    | 1      | -     |
| Europaungdoms-OS | -    | 1      | -     |
| U19/U20-EM       | 2    | -      | 3     |

| Kronologisk resultatlista | Kronologisk resultatlista | Kronologisk resultatlista |
| ------------------------- | ------------------------- | ------------------------- |
| Pos.                      | Tävling                   | År                        |
| 10                        | U19/U20-EM                | 1966                      |
| 11                        | U19/U20-EM                | 1977                      |
| 11                        | U19/U20-EM                | 1982                      |
| 12                        | U19/U20-EM                | 1988                      |
| 7                         | U19/U20-EM                | 1990                      |
| 9                         | U19/U20-EM                | 1992                      |
|                           | U19/U20-EM                | 1994                      |
| 11                        | U19/U20-EM                | 1996                      |
| 9                         | U19/U20-EM                | 1998                      |
| 8                         | U19/U20-EM                | 2000                      |
| 5                         | U19/U20-EM                | 2002                      |
| 6                         | U19/U20-EM                | 2004                      |
| 5                         | U19/U20-EM                | 2006                      |
| 3                         | U19/U20-EM                | 2008                      |
| 5                         | U19/U20-EM                | 2010                      |
| 1                         | U19/U20-EM                | 2012                      |
| 3                         | U19/U20-EM                | 2014                      |
| 3                         | U19/U20-EM                | 2016                      |
| 4                         | U19/U20-EM                | 2018                      |
| 1                         | U19/U20-EM                | 2020                      |
| 2                         | Europaungdoms-OS          | 2022                      |
| 5                         | U19/U20-EM                | 2022                      |
| 7                         | Europaungdoms-OS          | 2023                      |
| 2                         | U18/U19-VM                | 2023                      |

| Tävling          | Guld | Silver | Brons |
| U18/U19-VM       | -    | 1      | -     |
| Europaungdoms-OS | -    | 1      | -     |
| U19/U20-EM       | 2    | -      | 3     |

| Kronologisk resultatlista | Kronologisk resultatlista | Kronologisk resultatlista |
| ------------------------- | ------------------------- | ------------------------- |
| Pos.                      | Tävling                   | År                        |
| 10                        | U19/U20-EM                | 1966                      |
| 11                        | U19/U20-EM                | 1977                      |
| 11                        | U19/U20-EM                | 1982                      |
| 12                        | U19/U20-EM                | 1988                      |
| 7                         | U19/U20-EM                | 1990                      |
| 9                         | U19/U20-EM                | 1992                      |
|                           | U19/U20-EM                | 1994                      |
| 11                        | U19/U20-EM                | 1996                      |
| 9                         | U19/U20-EM                | 1998                      |
| 8                         | U19/U20-EM                | 2000                      |
| 5                         | U19/U20-EM                | 2002                      |
| 6                         | U19/U20-EM                | 2004                      |
| 5                         | U19/U20-EM                | 2006                      |
| 3                         | U19/U20-EM                | 2008                      |
| 5                         | U19/U20-EM                | 2010                      |
| 1                         | U19/U20-EM                | 2012                      |
| 3                         | U19/U20-EM                | 2014                      |
| 3                         | U19/U20-EM                | 2016                      |
| 4                         | U19/U20-EM                | 2018                      |
| 1                         | U19/U20-EM                | 2020                      |
| 2                         | Europaungdoms-OS          | 2022                      |
| 5                         | U19/U20-EM                | 2022                      |
| 7                         | Europaungdoms-OS          | 2023                      |
| 2                         | U18/U19-VM                | 2023                      |

| Tävling    | Guld | Silver | Brons |
| U18/U19-VM | 1    | -      | -     |
| U17/U18-EM | 1    | -      | 1     |

| Kronologisk resultatlista | Kronologisk resultatlista | Kronologisk resultatlista |
| ------------------------- | ------------------------- | ------------------------- |
| Pos.                      | Tävling                   | År                        |
| 6                         | U18/U19-VM                | 1993                      |
|                           | U18/U19-VM                | 1999                      |
|                           | U17/U18-EM                | 2005                      |
| 6                         | U17/U18-EM                | 2007                      |
|                           | U18/U19-VM                | 2007                      |
| 5                         | U17/U18-EM                | 2009                      |
| 4                         | U18/U19-VM                | 2009                      |
| 1                         | U17/U18-EM                | 2011                      |
| 1                         | U18/U19-VM                | 2011                      |
| 3                         | U17/U18-EM                | 2013                      |
|                           | U18/U19-VM                | 2013                      |
| 4                         | U17/U18-EM                | 2015                      |
| 4                         | U18/U19-VM                | 2015                      |
| 11                        | U17/U18-EM                | 2017                      |
| 4                         | U18/U19-VM                | 2017                      |
| 8                         | U18/U19-VM                | 2019                      |
| 7                         | U18/U19-VM                | 2021                      |

| Tävling    | Guld | Silver | Brons |
| U18/U19-VM | 1    | -      | -     |
| U17/U18-EM | 1    | -      | 1     |

| Kronologisk resultatlista | Kronologisk resultatlista | Kronologisk resultatlista |
| ------------------------- | ------------------------- | ------------------------- |
| Pos.                      | Tävling                   | År                        |
| 6                         | U18/U19-VM                | 1993                      |
|                           | U18/U19-VM                | 1999                      |
|                           | U17/U18-EM                | 2005                      |
| 6                         | U17/U18-EM                | 2007                      |
|                           | U18/U19-VM                | 2007                      |
| 5                         | U17/U18-EM                | 2009                      |
| 4                         | U18/U19-VM                | 2009                      |
| 1                         | U17/U18-EM                | 2011                      |
| 1                         | U18/U19-VM                | 2011                      |
| 3                         | U17/U18-EM                | 2013                      |
|                           | U18/U19-VM                | 2013                      |
| 4                         | U17/U18-EM                | 2015                      |
| 4                         | U18/U19-VM                | 2015                      |
| 11                        | U17/U18-EM                | 2017                      |
| 4                         | U18/U19-VM                | 2017                      |
| 8                         | U18/U19-VM                | 2019                      |
| 7                         | U18/U19-VM                | 2021                      |

| Tävling    | Guld | Silver | Brons |
| U17/U18-EM | -    | 2      | 1     |
| U16/U17-EM | -    | 1      | -     |

| Kronologisk resultatlista | Kronologisk resultatlista | Kronologisk resultatlista |
| ------------------------- | ------------------------- | ------------------------- |
| Pos.                      | Tävling                   | År                        |
| 3                         | U17/U18-EM                | 2018                      |
| 2                         | U17/U18-EM                | 2020                      |
| 2                         | U17/U18-EM                | 2022                      |
| 2                         | U16/U17-EM                | 2023                      |

| Tävling    | Guld | Silver | Brons |
| U17/U18-EM | -    | 2      | 1     |
| U16/U17-EM | -    | 1      | -     |

| Kronologisk resultatlista | Kronologisk resultatlista | Kronologisk resultatlista |
| ------------------------- | ------------------------- | ------------------------- |
| Pos.                      | Tävling                   | År                        |
| 3                         | U17/U18-EM                | 2018                      |
| 2                         | U17/U18-EM                | 2020                      |
| 2                         | U17/U18-EM                | 2022                      |
| 2                         | U16/U17-EM                | 2023                      |

| Tävling    | Guld | Silver | Brons |
| U16/U17-EM | 1    | -      | -     |

| Kronologisk resultatlista | Kronologisk resultatlista | Kronologisk resultatlista |
| ------------------------- | ------------------------- | ------------------------- |
| Pos.                      | Tävling                   | År                        |
| 6                         | U16/U17-EM                | 2017                      |
| 1                         | U16/U17-EM                | 2019                      |
| 4                         | U16/U17-EM                | 2021                      |

| Tävling    | Guld | Silver | Brons |
| U16/U17-EM | 1    | -      | -     |

| Kronologisk resultatlista | Kronologisk resultatlista | Kronologisk resultatlista |
| ------------------------- | ------------------------- | ------------------------- |
| Pos.                      | Tävling                   | År                        |
| 6                         | U16/U17-EM                | 2017                      |
| 1                         | U16/U17-EM                | 2019                      |
| 4                         | U16/U17-EM                | 2021                      |